# Union des chirurgiens de France
L'Union des chirurgiens de France (UCDF) est une organisation syndicale de chirurgiens français. Créée en 2005, l'UCDF, présidée par le docteur Philippe Cuq, est le premier syndicat chirurgical français (avec 2500 adhérents payant dès la première année) et regroupe des praticiens de toutes les spécialités chirurgicales et de tous les modes d'exercice.